# Труш Володимир Любомирович
Володимир Любомирович Труш (нар. 12 квітня 1980, с. Лучинці) — український громадсько-політичний діяч, підприємець. Колишній Голова Тернопільської ОДА з 19 березня 2020 року по 28 грудня 2023 року.

## Життєпис
Володимир Труш народився 12 квітня 1980 року в селі Лучинцях Рогатинського району Івано-Франківської області.
Закінчив Національний університет «Львівська політехніка» (2002), Дубенську філію вищого навчального закладу «Відкритий міжнародний університет розвитку людини «Україна» (2019). Працював в органах податкової міліції державної податкової адміністрації в Івано-Франківській області (2002—2008), головним спеціалістом служби безпеки та директором ТзОВ «Ігросвіт» (2008—2009), помічником-консультантом народного депутата України (2010), приватним підприємцем (2016—2019), директором ТОВ «АВТ-Захід» (2019).
Двічі (у 2020 і 2021 роках) перехворів на коронавірус.
Вільно володіє українською, російською й англійською мовами.

### Громадсько-політична діяльність
Від 28 листопада 2019 до 19 березня 2020 року — голова Рогатинської районної державної адміністрації.
Голова Тернопільської ОДА з 19 березня 2020 року по 28 грудня 2023 року.

## Нагороди
- Орден святого рівноапостольного князя Володимира III ступеня (2021)[7].